# Министерство труда и социальной защиты населения Казахстана
Министерство труда и социальной защиты населения Республики Казахстан (каз. Қазақстан Республикасы Еңбек және халықты әлеуметтік қорғау министрлігі) — ведомство в составе Правительства Республики Казахстан, осуществляющее руководство и межотраслевую координацию в области труда, безопасности и охраны труда, занятости, пенсионного и социального обеспечения, обязательного социального страхования, миграции населения, социальной поддержки нуждающихся категорий граждан и семей, имеющих детей, а также по вопросам назначения и выплаты государственных социальных пособий по инвалидности, по случаю потери кормильца и по возрасту, специального государственного пособия, государственного специального пособия лицам, работавшим на подземных и открытых горных работах, на работах с особо вредными и особо тяжелыми условиями труда, единовременной денежной компенсации гражданам, пострадавшим вследствие ядерных испытаний на Семипалатинском испытательном ядерном полигоне, жертвам политических репрессий.

## История
Было создано в ноябре 1996 года путём объединения Министерства труда Казахстана и Министерства социальной защиты населения Казахстана.
Министерство было упразднено согласно указу Президента РК от 06.08.2014 года № 875, функции и полномочия Министерства переданы в образованное Министерство здравоохранения и социального развития Республики Казахстан.
Указом президента РК от 25 января 2017 года реорганизовано Министерство здравоохранения и социального развития Казахстана путём разделения на Министерство здравоохранения Республики Казахстан и Министерство труда и социальной защиты населения Республики Казахстан.

## Структура
В составе Министерства:
- Комитет труда и социальной защиты
- Комитет по миграции
- Департаменты:
- Департамент стратегического планирования и анализа
- Департамент цифровизации и автоматизации государственных услуг
- Департамент социальных услуг
- Департамент социального обеспечения и социального страхования
- Департамент социальной помощи
- Департамент занятости населения
- Департамент развития национальной системы квалификации и прогнозирования
- Департамент труда и социального партнерства
- Департамент юридической службы
- Департамент финансов
- Департамент международного сотрудничества и интеграции
- Административный департамент

## Руководство
В разные годы название и, соответственно, функции ведомства менялись.

### Наркомы
Народный комиссариат труда
Образован в октябре 1920 года в соответствии с резолюцией 1 (Учредительного) съезда Советов Казахстана на основании Декрета ВЦИКа и Совнаркома РСФСР от 26 августа 1920 г. Ликвидирован в сентябре 1933 г. на основании постановления ЦИКа СССР, СНК СССР и ВЦСПС от 23 июня 1933 г.
1. Заромский, Исаак Михайлович октябрь 1920 г. — октябрь 1922 г.
2. Фабрикант-Страховенко, Моисей Львович, врид октябрь 1922 г. — апрель 1923 г.
3. Паниев, Николай Гаврилович сентябрь 1923 г. — декабрь 1923 г.
4. Авдеев, Александр Дмитриевич декабрь 1923 г. — февраль 1924 г.
5. Киндель, Август Мартович февраль 1924 г. — ноябрь 1924 г.
6. Татимов, Мухамед-Галий Койшибаевич ноябрь 1924 г. — май 1928 г.
7. Боранбаев, Турсынбек май 1928 г. — сентябрь 1931 г.
8. Ярмухамедов, Шаяхмет Шамухамедович август 1931 г. — [май] 1932 г.
9. Султангалиев, Гайнулла Султангалиевич май 1932 г. — май 1933 г.
10. Атрауов, Саур май 1933 г. — июль 1933 г.

Народный комиссариат социального обеспечения
Образован в октябре 1920 г. в соответствии с резолюцией 1 (Учредительного) съезда Советов Казахстана на основании Декрета ВЦИКа и Совнаркома РСФСР от 26 августа 1920 г. В марте 1946 г. преобразован в Министерство социального обеспечения КазССР, функционировавшее до декабря 1991 г.
1. Арганчеев, Сахипгерей Джармаевич октябрь 1920 г. — июнь 1921 г.
2. Джангильдин, Алиби Тогжанович июль 1921 г. — май 1925 г.
3. Хангиреев, Дарибай Хангиреевич май 1925 г. — октябрь 1925 г.
4. Джангильдин, Алиби Тогжанович октябрь 1925 г. — сентябрь 1928 г.
5. Хлыновская, Евдокия Степановна сентябрь 1928 г. — март 1931 г.
6. Ворожеева, Анна Ивановна июнь 1931 г. — июль 1932 г.
7. Курмангалиев, Рамазан Курмангалиевич июль 1932 г. — июль 1933 г.
8. Абдрахманов, Бисенгали ноябрь 1933 г. — май 1937 г.
9. Асылбеков, Абдулла Абдрахманович май 1937 г. — июнь 1937 г.
10. Арыкова, Нагима Идрисовна июнь 1937 г. — июль 1938 г.
11. Иктисамова, Сарби Рамазановна июль 1938 г. — апрель 1943 г.
12. Елюбаев, Оспанбай апрель 1943 г. — март 1946 г.

### Министры и Председатели Казахской ССР
Министры социального обеспечения Казахской ССР
1. Кисанов, Атымтай (1946—1955)
2. Бультрикова, Балжан Бультриковна 1956—1966
3. Омарова, Зауре Садвокасовна 1966—1980
4. Абдрахимова, Дина Ергазиевна 1985—1990

Председатель Государственного комитета Казахской ССР по трудовым ресурсам/по труду
1. Касымканов, Аубакир Касымканович (май 1969—1985)

### Министры после 1990
| Ф.И.О.                           | Дата начала и окончания работы на посту | Наименование должности                                                     |
| -------------------------------- | --------------------------------------- | -------------------------------------------------------------------------- |
| Кадырова Зауре Жусуповна         | 1990 — июнь 1994                        | министр социального обеспечения, министр социальной защиты населения       |
| Бейсенов Саят Дюсенбаевич        | март 1991 — октябрь 1993                | министр труда                                                              |
| Соболев Виктор Васильевич        | октябрь 1993 — октябрь 1994             | министр труда                                                              |
| Крепак Петр Иванович             | июнь 1994 — ноябрь 1996                 | министр труда                                                              |
| Тутенов Байкарим Вильямович      | июнь 1994 — октябрь 1995                | министр социальной защиты населения                                        |
| Аимбетов Сеитсултан Сулейменович | октябрь 1995 — ноябрь 1996              | министр социальной защиты населения                                        |
| Коржова Наталья Артёмовна        | ноябрь 1996 — октябрь 1999              | министр труда и социальной защиты населения                                |
| Радостовец Николай Владимирович  | октябрь 1999 — август 2000              | министр труда и социальной защиты населения                                |
| Байменов Алихан Мухамедьевич     | август 2000 — ноябрь 2001               | министр труда и социальной защиты населения                                |
| Карагусова Гульжана Джанпеисовна | ноябрь 2001 — август 2007               | министр труда и социальной защиты населения                                |
| Сапарбаев Бердыбек Машбекович    | август 2007 — 4 марта 2009              | министр труда и социальной защиты населения                                |
| Абдыкаликова Гульшара Наушаевна  | 4 марта 2009 — 26 сентября 2012         | министр труда и социальной защиты населения                                |
| Абденов Серик Сакбалдиевич       | 26 сентября 2012 — 10 июня 2013         | министр труда и социальной защиты населения                                |
| Дуйсенова Тамара Босымбековна    | 10 июня 2013 — 6 августа 2014           | и.о. министра труда и социальной защиты населения                          |
| Дуйсенова Тамара Босымбековна    | 25 января 2017 — 9 февраля 2018         | министр труда и социальной защиты населения                                |
| Абылкасымова, Мадина Ерасыловна  | 9 февраля 2018 — 22 февраля 2019        | министр труда и социальной защиты населения                                |
| Сапарбаев, Бердыбек Машбекович   | 25 февраля 2019 — 20 августа 2019       | министр труда и социальной защиты населения                                |
| Нурымбетов, Биржан Бидайбекулы   | 20 августа 2019 — 18 января 2021        | министр труда и социальной защиты населения                                |
| Шапкенов, Серик Жамбулович       | 18 января 2021 — 7 апреля 2022          | министр труда и социальной защиты населения                                |
| Дуйсенова, Тамара Босымбековна   | 11 апреля 2022 — 2 сентября 2023        | заместитель Премьер-Министра - министр труда и социальной защиты населения |
| Жакупова, Светлана Кабыкеновна   | Со 2 сентября 2023                      | министр труда и социальной защиты населения                                |